# Bohinjska Bela
Bohinjska Bela é uma vila localizada no município de Bled na Eslovênia. Possuía uma população estimada de 545 habitantes em 2020.